# Guaporema
Guaporema ist ein brasilianisches Munizip im Bundesstaat Paraná. Es hat 2191 Einwohner (2022), die sich Guaporemenser nennen. Seine Fläche beträgt 201 km². Es liegt 343 Meter über dem Meeresspiegel.

## Etymologie
Der Sage nach lebte auf dem Gebiet von Guaporema ein sehr starker Indianer namens Guapo. Er war für den größten Teil des Fischfangs und der Jagd für seinen Stamm verantwortlich. Aufgrund seiner Kraft und Wendigkeit war er auch der Fährmann über den Ivaí und brachte Indianer und Jesuiten von einem Ufer zum anderen. Und von ihm kommt der Name: Guapo rudert, also auf Portugiesisch Guapo rema.
Wahrscheinlicher ist wohl die Version, dass die ersten Siedler aus einer Stadt namens Guaporé (Rio Grande do Sul) kamen, woraus sie den Namen Guaporema schufen.

## Geschichte

### Vorkolumbianische Zeit
Im Munizip Guaporema fand ein Landwirt 1958 beim Ausheben einer Vertiefung für den Bau einer Zuckerrohrmühle ganz in der Nähe des Hochufers im schwarzen Sandboden Skelette. Die archäologische Untersuchung des Sítio José Vieira zeigte, dass es sich um eine Begräbnisstätte aus der Guaraní-Kultur handelte. Sie stammt aus einer Trockenperiode vor dem 16. Jahrhundert. Denn in der Zeit der spanischen Eroberung herrschte nach Berichten europäischer Reisender schon Regenwald vor. Nach der seither erfolgten Radiokohlenstoffdatierung sind die Knochen etwa 3500 Jahre alt.

### Spanische Eroberung und Entvölkerung durch Bandeirantes
Im 16. Jahrhundert lebten im Viereck zwischen Paraná, Paranapanema, Tibaji und Iguaçu in der Mehrheit Tupi-Guarani-Völker. Ab 1610 gründeten Jesuiten am Ivaí Reduktionen zur Missionierung und zum Schutz der Einwohner. Nach einer Sage befand sich auf dem Gebiet von Mirador nördlich von Guaporema eine Jesuitenmission, in der die Ureinwohner der Region, Botocuden, Kaingang und Xetá, lebten. Die Reduktionen wurden 1628 durch Bandeirantes aus São Paulo zerstört und die Einwohner verschleppt oder vertrieben.

### Wiederbesiedlung
Es fanden immer wieder erfolglose Versuche zur Wiederbesiedlung des Gebiets im Norden Paranás statt. Erst mit der Erkenntnis, dass sich die fruchtbaren Basaltböden (Terra Roxa) und das Klima für landwirtschaftliche Nutzung und besonders für den Kaffeeanbau eignen, wurde das Land für eine Besiedlung interessant. Der tropische Regenwald am Unterlauf des Ivaí wurde in den 1950ern gerodet, um Fläche für den Kaffeeanbau zu gewinnen.
Guaporema wurde von der Kolonisierungsgesellschaft São José, die Scrivant Lemos und Cia. gehörte, erschlossen. Die ersten Bewohner kamen zwischen 1950 und 1952 hierher. Die Siedler stammten aus São Paulo, Espírito Santo, Bahia, Pernambuco, Paraíba, Santa Catarina und aus anderen Regionen von Paraná. Die feierliche Gründung des kleinen Dorfes fand am 30. April 1952 statt, als die erste Messe von Pater Ulrico aus Graciosa im Munizip Paranavaí zelebriert wurde.

### Erhebung zum Munizip
Guaporema wurde durch das Staatsgesetz Nr. 4338 vom 25. Januar 1961 in den Rang eines Munizips erhoben und am 15. November 1961 als Munizip installiert.

## Geografie

### Fläche und Lage
Guaporema liegt auf dem Terceiro Planalto Paranaense (der Dritten oder Guarapuava-Hochebene von Paraná) auf 23° 20′ 34″ südlicher Breite und 52° 46′ 44″ westlicher Länge. Es hat eine Fläche von 201 km². Es liegt auf einer Höhe von 343 Metern.

### Vegetation
Das Biom von Guaporema ist Mata Atlântica.

### Klima
In Guaporema herrscht tropisches Klima. Die meiste Zeit im Jahr ist mit erheblichem Niederschlag zu rechnen. Selbst im trockensten Monat fällt eine Menge Regen. Die Klimaklassifikation nach Köppen und Geiger lautet Af. Es herrscht im Jahresdurchschnitt eine Temperatur von 23,1 °C. Innerhalb eines Jahres gibt es 1501 mm Niederschlag.

### Gewässer
Der Ivaí bildet die nördliche Grenze des Munizips. An der Grenze zu Cidade Gaucha verläuft der Ribeirão do Pacu. Der Córrego Travessa Grande mündet bei der archäologischen Fundstätte Sitio José Vieira in den Ivaí.

### Straßen
Guaporema liegt an der PR-180 von Rondon nach Amaporã im Norden.

### Nachbarmunizipien
|               | Amaporã und Mirador                         | Paraíso do Norte |
| Cidade Gaúcha | Kompassrose, die auf Nachbargemeinden zeigt |                  |
|               | Rondon                                      |                  |

## Stadtverwaltung
Bürgermeister:Gilberto Castiglioni, PSD (2021–2024)

## Demografie

### Bevölkerungsentwicklung
| Jahr | Einwohner | Stadt | Land |
| ---- | --------- | ----- | ---- |
| 2000 | 2.244     | 43 %  | 57 % |
| 2010 | 2.219     | 58 %  | 42 % |
| 2022 | 2.191     |       |      |

Quelle: IBGE (2011) und Volkszählung 2022

### Ethnische Zusammensetzung
| Gruppe *    | 1991    | 2000    | 2010    | |
| ----------- | ------- | ------- | ------- | --- |
| Weiße       | 70,1 %  | 65,3 %  | 51,1 %  | wer sich als weiß erklärt                                                                                     |
| Schwarze    | 3,4 %   | 1,4 %   | 7,4 %   | wer sich als schwarz erklärt                                                                                  |
| Gelbe       | 0,0 %   | 0,0 %   | 0,5 %   | Personen fernöstlicher Herkunft wie japanisch, chinesisch, koreanisch etc.                                    |
| Braune      | 26,5 %  | 33,3 %  | 40,9 %  | wer sich als braun erklärt oder wer sich mit einer Mischung von zwei oder mehr der fünf Gruppen identifiziert |
| Indigene    | 0,0 %   | 0,0 %   | 0,0 %   | wer sich als Ureinwohner oder Indio erklärt                                                                   |
| ohne Angabe | 0,0 %   | 0,0 %   | 0,0 %   | |
| Gesamt      | 100,0 % | 100,0 % | 100,0 % | |

*) Anmerkung: Das IBGE verwendet für Volkszählungen ausschließlich diese fünf Gruppen. Es verzichtet bewusst auf Erläuterungen. Die Zugehörigkeit wird vom Einwohner selbst festgelegt.
Quelle: IBGE (Stand: 1991, 2000 und 2010)